# Moimir I
Mojmir I ou Moimir I(em latim: Moimarus; tcheco e eslovaco: Mojmír I.) foi o primeiro monarca conhecido dos eslavos da Morávia e o fundador da Casa de Moimir. Para os estudiosos modernos, a criação do estado conhecido como "Grande Morávia" na Alta Idade Média é atribuído ou a ele ou às políticas expansionistas dos seus sucessores. Ele foi deposto em 846 por Luís, o Germânico, o rei da Frância Oriental.

## Contexto
A partir da década de 570, os ávaros dominaram uma grande área que se estendia dos Cárpatos orientais até os Alpes orientais na Europa central. As tribos eslavas que viviam na região foram obrigadas a pagar-lhes tributos, mas a resistência começou já no início do século VII. Primeiro entre os que habitavam a região onde hoje está Viena, Áustria, que se libertaram em 623-624 sob o comando de um comerciante franco chamado Samo, cujo reinado duraria pelo menos 35 anos. Contudo, quando ele morreu, em algum momento entre 658 e 669, seu principado desapareceu sem deixar vestígios.

Mapa da fronteira moderna entre a República Tcheca e a Eslováquia mostrando as terras do Principado da Morávia de Moimir I (em amarelo) e as do Principado de Nitra de Pribina (em laranja) por volta de 833

Seria necessário mais um século e meio para que os ávaros fossem finalmente derrotados entre 792 e 796 por Carlos Magno, o monarca do Império Franco. Num curto espaço de tempo, uma série de principados eslavos emergiram na região do Médio Danúbio. O principado morávio apareceu pela primeira vez em 822, quando os morávios, de acordo com os "Anais Reais Francos", pagaram tributo ao filho de Carlos Magno, o imperador Luís, o Piedoso.

## Reinado
Moimir I apareceu na Morávia durante a década de 820. Se ele foi o primeiro monarca a unir as tribos eslavas da região num estado maior ou se ele meramente ganhou proeminência como resultado de uma situação política que mudava rapidamente, não se sabe. Mesmo assim, ele teve "predecessores", pelo menos de acordo com uma carta escrita por volta de 900 pelos bispos da Baviera ao papa.
A suposição de que Moimir I tenha sido batizado entre 818 e 824 baseia-se em evidências indiretas, particularmente na datação de uma igreja cristã em Mikulčice (República Tcheca) no primeiro quarto do século IX. Embora esta ideia ainda seja tema de debates acadêmicos, a "História dos Bispos de Passau" relatou um batismo em massa entre os morávios em 831 comandado pelo bispo Reginhar de Passau. Ainda assim, o santuário pagão em Mikulčice continuou a ser utilizado sem interrupção até pelo menos meados do século.
As fronteiras do estado morávio de Moimir I não são precisas. Sabe-se, contudo, que os morávios estavam com certeza se expandindo na década de 830. Quando o documento conhecido como "Catálogo das Fortalezas e Regiões ao Norte do Danúbio" foi compilado, entre 844 e 862, os morávios já detinham onze fortalezas na região. De forma similar, a "Conversão dos Bávaros e Carantanianos", uma obra histórica escrita em 870, relata que, por volta de 833, um governante eslavo local, Pribina, foi "expulso para além do Danúbio por Moimir, duque dos morávios". Pribina era ou o monarca de um outro principado sérvio ou um dos subordinados rebeldes de Moimir I. Historiadores modernos, ainda que não unanimemente, identificam as terras de Pribina ("in Nitrava ultra Danubium") com a moderna Nitra (Eslováquia) (veja Principado de Nitra).

## Últimos anos
Moimir se aproveitou da guerra civil no Império Carolíngio para se revoltar contra o domínio franco na década de 840. Por conta disso, seu poder cada vez maior se tornou uma séria ameaça ao governo de Luís, o Germânico, o rei da Frância Oriental. Os francos finalmente invadiram a Grande Morávia em meados de agosto de 846 e encontraram pouca resistência para depor Moimir I. Ele pode ter fugido ou ter sido morto durante a invasão, mas é certo que um parente dele, Rastislav, foi nomeado novo monarca vassalo da Morávia.
| “ | [Luís, o Germânico] partiu por volta de meados de agosto com um exército para enfrentar os eslavos da Morávia, que estavam planejando desertar. Lá, ele arranjou e consolidou a questão como desejava e colocou Rastiz, um sobrinho de Moimar, como um duque sobre eles | ” |
|   | — Anais de Fulda (ano 846). |   |